# Rio Pardo
Rio Pardo là một đô thị thuộc bang Rio Grande do Sul, Brasil. Đô thị này có diện tích 2050,531 km², dân số năm 2007 là 37803 người, mật độ 18,44 người/km².